# Peliosanthes kaoi
Peliosanthes kaoi là một loài thực vật có hoa trong họ Măng tây. Loài này được Ohwi mô tả khoa học đầu tiên năm 1967.